# Romania ai Giochi della XVI Olimpiade
La Romania ha partecipato ai Giochi della XVI Olimpiade che si sono svolti a Melbourne dal 22 novembre all'8 dicembre 1956 
ed a Stoccolma dall'11 al 17 giugno dello stesso anno (solo per gli eventi equestri) 
con una delegazione di 50 atleti, di cui 11 donne, impegnati in 11 discipline,
aggiudicandosi 5 medaglie d'oro, 3 medaglie d'argento e 5 medaglie di bronzo.

## Medagliere

### Per discipline
| Sport              | Oro | Argento | Bronzo | Totale |
| ------------------ | --- | ------- | ------ | ------ |
| Canoa/kayak        | 3   | 0       | 0      | 3      |
| Pugilato           | 1   | 2       | 1      | 4      |
| Tiro               | 1   | 0       | 1      | 2      |
| Scherma            | 0   | 1       | 0      | 1      |
| Ginnastica         | 0   | 0       | 2      | 2      |
| Lotta greco-romana | 0   | 0       | 1      | 1      |
| Totale             | 5   | 3       | 5      | 13     |

### Medaglie
| Medaglia | Atleta                                                                                         | Sport              | Evento                         |
| -------- | ---------------------------------------------------------------------------------------------- | ------------------ | ------------------------------ |
| Oro      | Leon Rotman                                                                                    | Canoa/kayak        | C1 1000 metri maschile         |
| Oro      | Alexe Dumitru Simion Ismailciuc                                                                | Canoa/kayak        | C2 1000 metri maschile         |
| Oro      | Leon Rotman                                                                                    | Canoa/kayak        | C1 10000 metri maschile        |
| Oro      | Nicolae Linca                                                                                  | Pugilato           | Pesi welter                    |
| Oro      | Ştefan Petrescu                                                                                | Tiro               | Pistola 25 metri               |
| Argento  | Mircea Dobrescu                                                                                | Pugilato           | Pesi mosca                     |
| Argento  | Gheorghe Negrea                                                                                | Pugilato           | Pesi mediomassimi              |
| Argento  | Olga Orban                                                                                     | Scherma            | Fioretto individuale femminile |
| Bronzo   | Elena Leuştean Elena Mărgărit Elena Săcălici Emilia Vătăşoiu Gheorgheta Hurmuzachi Sonia Iovan | Ginnastica         | Concorso a squadre femminile   |
| Bronzo   | Elena Leuştean                                                                                 | Ginnastica         | Corpo libero femminile         |
| Bronzo   | Francisc Horvath                                                                               | Lotta greco-romana | Pesi gallo                     |
| Bronzo   | Constantin Dumitrescu                                                                          | Pugilato           | Pesi superleggeri              |
| Bronzo   | Gheorghe Lichiardopol                                                                          | Tiro               | Pistola 25 metri               |

## Risultati

### Pallanuoto
| Atleta | Classifica |                    |
| --- | --- | ------------------ |
| V · D · M Nazionale maschile rumena di pallanuoto · Giochi olimpici - Melbourne 1956 Marinescu • Hospodar • Zahan • Nagy • Șimon • Bordi • Szabo • Bădiță • Deutsch • Popescu • I. Tothpal · CT : - | 8° |                    |
| Nazionale maschile rumena di pallanuoto · Giochi olimpici - Melbourne 1956 | |                    |
| Marinescu • Hospodar • Zahan • Nagy • Șimon • Bordi • Szabo • Bădiță • Deutsch • Popescu • I. Tothpal · CT: -                                                                                       | Marinescu • Hospodar • Zahan • Nagy • Șimon • Bordi • Szabo • Bădiță • Deutsch • Popescu • I. Tothpal · CT: - | Romania (bandiera) |